# Ogród Zamkowy w Kromieryżu

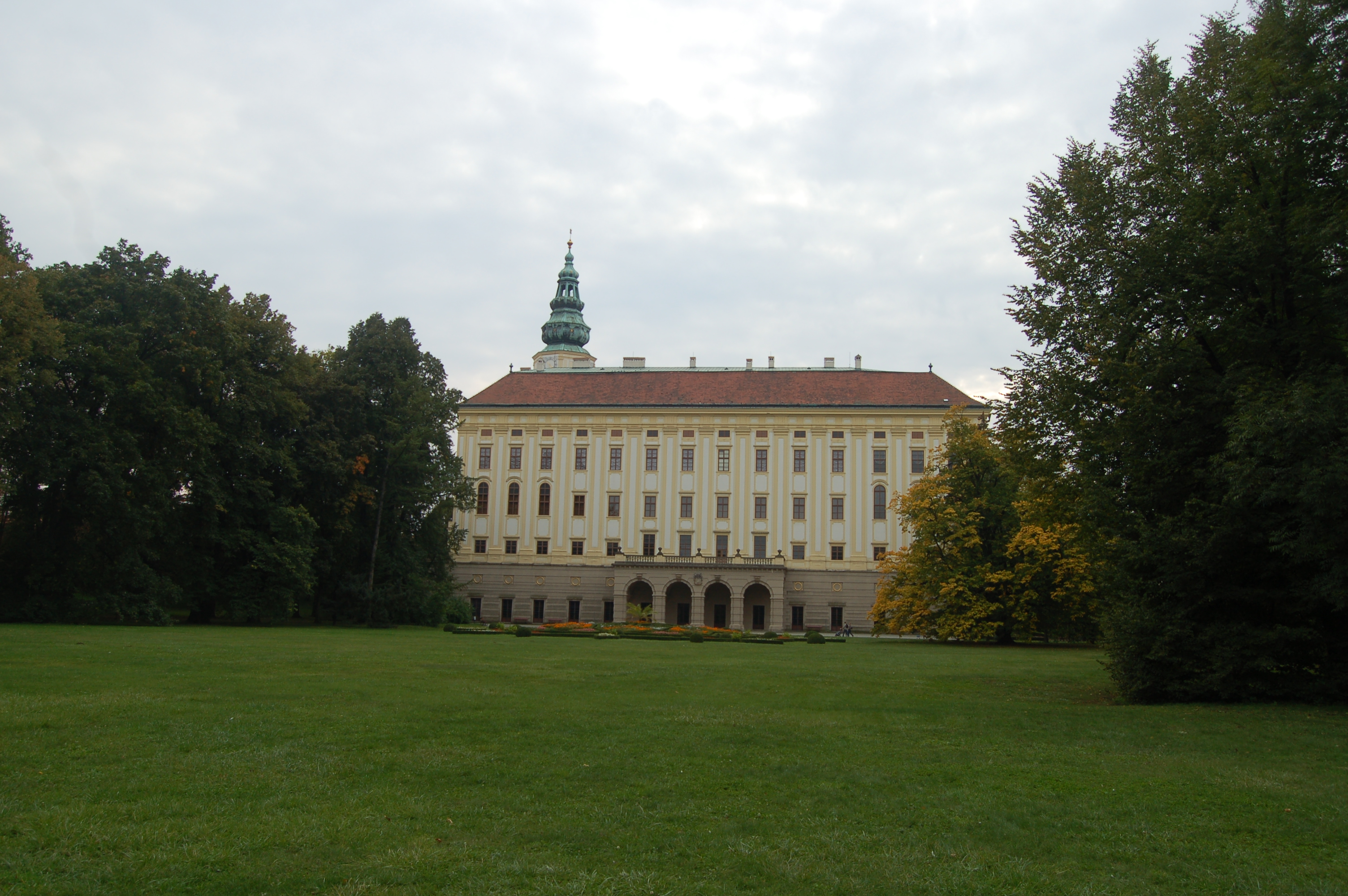
Pałac Arcybiskupi w Kromieryżu widziany z ogrodu zamkowego

Ogród Zamkowy w Kromieryżu (czes. Podzámecká zahrada) – zabytkowe założenie ogrodowo-parkowe przy pałacu arcybiskupim w Kromieryżu na Morawach, w Czechach. Obejmuje 64 ha terenu, należąc do największych zabytkowych parków w Czechach. Od 1998 r. wraz z pałacem oraz tzw. Ogrodem Kwiatowym w tym mieście znajduje się na liście światowego dziedzictwa UNESCO.

## Położenie
Obejmuje tereny na północ od starego miasta w Kromieryżu, przylegając od północnego zachodu i północnego wschodu do zabudowań pałacu arcybiskupiego. Na północy sięga po rzekę Morawę.

## Historia
Pierwsza wzmianka pisemna o użytkowym i ozdobnym ogrodzie przy zamku biskupim w Kromieryżu pochodzi z roku 1509, z czasów biskupa Stanisława Thurzona. Do pierwszej zasadniczej przebudowy doszło za czasów biskupa Karola von Liechtenstein-Kastelkorna pod koniec XVII w., kiedy to ogród urządzono w stylu wczesnobarokowym według projektu wiedeńskich architektów pochodzenia włosko-szwajcarskiego F. Lucchese i G. P. Tencalli. Ten sam biskup doprowadził w latach 1687-1688 do połączenia pałacu z parkiem przez urządzenie w najniższej kondygnacji pałacu tzw. sala terrena (grota pompejańska). W latach 1761–1776, za czasów biskupa Maksymiliana Hamiltona, tereny ogrodów poszerzono o fragmenty łęgów, schodzących ku rzece Morawie, tworząc początek założenia parkowego. Pod koniec XVIII w. arcybiskup Colloredo-Waldsee kazał wybudować przy północnym froncie pałacu loggię z podwójnymi schodami, wiodącymi do małego, tarasowego ogrodu, nazwane później „kolumnadą Colloreda”. W tym czasie dawny ogród coraz bardziej przybierał formę parku w stylu angielskim. Po roku 1803 rozszerzono go aż po samą Morawę tak, że objął staw (czes. Dlouhý rybník), kanał i pochodzące z tego samego okresu drobne budowle sentymentalne. Ostatnie większe zmiany w urządzeniu parku miały miejsce w pierwszej połowie XIX w. Powstały wtedy: Pawilon Chiński (czes. Čínský pavilon), Domek Rybacki (czes. Rybářský domek), Kolumnada Pompejańska (czes. Pompejanská kolonáda) i Podwórzec Maksymiliański (czes. Maximilianův dvůr), projektowane przez architekta Antona Arche.

## Stan aktualny
Obecnie w parku rośnie ponad 200 gatunków drzew i krzewów, w tym wiele gatunków egzotycznych z różnych regionów Europy, Azji i Ameryki. Funkcjonuje niewielka ptaszarnia, a po terenie parku swobodnie spacerują pawie. Park jest ogólnodostępnym miejscem odpoczynku i relaksu dla mieszkańców miasta i licznych turystów odwiedzających Kromieryż.

## Literatura
- Rajmišová Libuše: Město Kroměříž. Plán města Kroměříže (tekst), wyd. miasto Kromieryż, 2011.